# II-79
De II-79 is een nationale weg van de tweede klasse in Bulgarije. De weg loopt van Elchovo naar Boergas. De II-79 is 90 kilometer lang.